# Gare de Keiō-Hachiōji
La gare de Keiō-Hachiōji (京王八王子駅, Keiō-Hachiōji-eki) est une gare ferroviaire de la ville de Hachiōji, dans la préfecture de Tokyo, au Japon. La gare est exploitée par la compagnie Keiō.

## Situation ferroviaire
La gare de Keiō-Hachiōji marque le terminus ouest de la ligne Keiō.

## Histoire
La gare a été inaugurée le 24 mars 1925.

## Service des voyageurs

### Accueil
La gare dispose d'un bâtiment voyageurs, avec guichet, ouvert tous les jours. Le quai de la gare est en souterrain.

### Desserte
- Ligne Keiō :
  - voies 1 et 2 : direction Shinjuku

### Intermodalité
La gare de Hachiōji de la JR East est située au sud-ouest de la gare.